# Takanobu Okabe
Pour les articles homonymes, voir Okabe (homonymie).
Takanobu Okabe (岡部 孝信, Okabe Takanobu), né le 26 octobre 1970 à Shimokawa au Japon, est un sauteur à ski japonais. Il remporte le titre olympique 1998 par équipes à Nagano au Japon et remporte sa cinquième et dernière victoire en Coupe du monde à l'âge de 38 ans en 2009.

## Biographie
Takanobu Okabe a commencé le saut à ski à Sapporo à l’âge de sept ans. Il dispute sa première épreuve de Coupe du monde de saut à ski en 1989 et inscrit ses premiers points en 1993, monte sur la seconde place du podium lors de l’épreuve en grand tremplin à Lillehammer, puis gagne l'épreuve par équipes à Planica en mars 1993. Il est dans la même forme au début de la saison 1993-1994, figurant sur le podium à Planica et Garmisch-Partenkirchen.
Aux Jeux olympiques d'hiver de 1994, à Lillehammer aussi, il gagne la médaille d'argent au concours par équipes (privé de la médaille d'or par un saut raté de Harada) et frôle le podium au grand tremplin avec le quatrième rang. Un an plus tard, aux Championnats du monde 1995 à Thunder Bay, il remporte la première victoire individuelle de sa carrière en remportant la médaille d'or sur l'épreuve en petit tremplin. Il y est aussi médaillé de bronze en épreuve par équipes sur grand tremplin. Il confirme son ascension dans le sport en gagnant le Grand Prix d'été 1995. L'hiver suivant, il obtient ses seuls podiums en épreuve par équipes dans la Coupe du monde, dont avec une victoire à Lahti, mais retombe au 39e rang au classement général.
En 1997, il effectue sa meilleure saison en Coupe du monde, se classant quatrième du classement général, avec en prime trois victoires, dont la première de sa carrière à Ruka, puis deux autres en vol à ski à Tauplitz et Planica, spécialité dans laquelle il est deuxième, comme en 1995. Aux Championnats du monde 1997, il décroche la médaille d'argent à la compétition par équipes à Trondheim.
Pour ses deuxièmes jeux olympiques en Jeux olympiques d'hiver de 1998, il permet avec Hiroya Saitō, Kazuyoshi Funaki et Masahiko Harada au Japonais de remporter le premier titre olympique par équipes de leur histoire. Il gagne en 1998 sa quatrième manche de Coupe du monde sur le tremplin de Vikersund.
Alors qu'il a manqué la sélection pour les Jeux olympiques de 2002, ayant perdu en forme ses dernières années, il obtient celle pour les Jeux olympiques de Turin, où il est notamment classé huitième au grand tremplin individuel. Cet hiver, il s'illustre de nouveau dans la Coupe du monde après huit ans de disette, terminant deux fois troisième à Sapporo et se classant sixième de la Tournée des quatre tremplins.
Aux Championnats du monde 2007 à Sapporo, au Japon, il revient sur le podium en mondial dix ans après son dernier, prenant la médaille de bronze par équipes sur grand tremplin. Lors des Championnats du monde 2009, à Liberec, il est de nouveau médaillé de bronze dans cette même épreuve, édition où il se classe quatorzième sur le petit tremplin individuel notamment.
Le 10 mars 2009, Takanobu s’impose lors de l’épreuve de Kuopio devant Simon Ammann dans des conditions neigeuses dix ans après sa dernière victoire. Il devient ainsi à l’âge de 38 ans le plus vieux vainqueur d’une épreuve de Coupe du monde de saut à ski de tous les temps, avant que Noriaki Kasai (aussi tenant du record à ce moment) batte se record en 2014. Il marque pour la dernière fois des points en Coupe du monde en janvier 2010 à Sapporo, mais ne se qualifie pas pour les Jeux olympiques de Vancouver 2010.
Représentant le club de megmilk Snow Brand, il prend sa retraite sportive en 2014 (à 43 ans), où il dispute encore des épreuves de la Coupe du monde.

## Palmarès

### Jeux olympiques
| Épreuve / Édition | Lillehammer 1994 | Nagano 1998 | Turin 2006 |
| Petit tremplin    | 9e               |             | 23e        |
| Grand tremplin    | 4e               | 6e          | 8e         |
| Par équipes       | Argent           | Or          | 6e         |

### Championnats du monde
| Épreuve / Édition | Épreuve / Édition | Falun 1993 | Thunder Bay 1995 | Trondheim 1997 | Lahti 2001 | Oberstdorf 2005 | Sapporo 2007 | Liberec 2009 |
| Petit tremplin    | Petit tremplin    | 14e        | Or               | 12e            |            | 37e             | 45e          | 14e          |
| Grand tremplin    | Grand tremplin    | 12e        | 15e              | 12e            |            | 28e             | 21e          | 45e          |
| Par équipes       | PT                |            |                  |                | 4e         | 9e              |              |              |
| Par équipes       | GT                | 5e         | Bronze           | Argent         |            | 10e             | Bronze       | Bronze       |

PT : petit tremplin, GT : grand tremplin 

### Championnats du monde de vol à ski
| Épreuve / Édition | Planica 1994 | Vikersund 2000 |
| Individuel        | 11e          | 17e            |

### Coupe du monde
- Meilleur classement général : 4e en 1997.
- 2e du classement de vol à ski en 1995 et 1997.
- 22 podiums individuels : 5 victoires, 9 deuxièmes places et 8 troisièmes places
- 7 podiums en épreuve par équipes : 2 victoires, 2 deuxièmes places et 3 troisièmes places.

#### Victoires individuelles
| Année | Lieu                                                    |
| 1997  | Kuusamo (Finlande), Kulm (Autriche), Planica (Slovénie) |
| 1998  | Vikersund (Norvège)                                     |
| 2009  | Kuopio (Finlande)                                       |

#### Classements généraux
| Compet'/Année | Compet'/Année | Classement général | Classement général |
| ------------- | ------------- | ------------------ | ------------------ |
| Compet'/Année | Compet'/Année | Class.             | Points             |
| 1993          | 1993          | 24e                | 29                 |
| 1994          | 1994          | 7e                 | 529                |
| 1995          | 1995          | 5e                 | 821                |
| 1996          | 1996          | 39e                | 115                |
| 1997          | 1997          | 4e                 | 941                |
| 1998          | 1998          | 16e                | 385                |
| 1999          | 1999          | 38e                | 102                |
| 2000          | 2000          | 33e                | 130                |
| 2001          | 2001          | 49e                | 57                 |
| 2002          | 2002          | 59e                | 18                 |
| 2005          | 2005          | 49e                | 57                 |
| 2006          | 2006          | 12e                | 500                |
| 2007          | 2007          | 52e                | 47                 |
| 2008          | 2008          | 63e                | 16                 |
| 2009          | 2009          | 28e                | 227                |
| 2010          | 2010          | 82e                | 2                  |

#### Tournée des quatre tremplins
| Saison    | Classement |
| --------- | ---------- |
| 1993/1994 | 13e        |
| 1994/1995 | 19e        |
| 1996/1997 | 4e         |
| 1997/1998 | 33e        |
| 1998/1999 | 30e        |
| 2000/2001 | 72e        |
| 2005/2006 | 6e         |
| 2006/2007 | 50e        |